# ジェラール・ド・ベッケル
ジェラール・フレデリク・ド・ベッケル（Gérald Frédéric de Baecker, 生年月日不明 - 1944年8月1日）は、第二次世界大戦期ドイツ国（ナチス・ドイツ）のドイツ陸軍と武装親衛隊に所属したフランス人義勇兵、従軍記者。

戦前はフランス国内に住むジャーナリストであったが、独ソ戦の間にドイツ陸軍フランス人義勇兵部隊「反共フランス義勇軍団」（LVF）へ入隊し、1943年末以降は武装親衛隊の宣伝部隊「SS連隊クルト・エッガース」（SS-Standarte Kurt Eggers）に所属。

武装親衛隊の戦時報道員（Kriegsberichter）としては珍しいフランス人隊員の1人であり、1944年6月6日以降の西部戦線・ノルマンディーの戦いで第12SS装甲師団「ヒトラーユーゲント」（12. SS-Panzer-Division „Hitlerjugend“）に同行して最前線の戦況を取材・報道した。最終階級はSS義勇伍長（SS-Frw. Unterscharführer）。

## 第二次世界大戦

### ジャーナリスト時代
生年月日・生誕地不明のフランス人ジェラール・ド・ベッケルは、第二次世界大戦勃発以前はフランス国内でジャーナリストとして生活していた。ジャーナリストとしてのペンネームは「ミシェル・アルダン」（Michel Ardan）であり、彼はフランス国内の次の新聞に記事を寄稿していた。
- パリ＝ソワール（Paris-Soir）
- ル・ブルトーニュ（Le Bretagne）
- ル・プチ・パリジャン（Le Petit Parisien）

### ドイツ陸軍反共フランス義勇軍団時代
第二次世界大戦勃発後、ナチス・ドイツによるフランス占領が開始されてから1年以上経過した1942年、ジェラール・ド・ベッケルはドイツ陸軍の指揮下で東部戦線に従軍中のフランス人義勇兵部隊「反共フランス義勇軍団」（LVF：ドイツ陸軍第638歩兵連隊）へ入隊し、ゾンダーフューラー（Sonderführer (Z)）として1942年4月から1943年9月まで反共フランス義勇軍団第Ⅲ大隊付宣伝中隊（PK）に所属した。

### 武装親衛隊時代

#### 1944年6月　ノルマンディー戦線
1943年末、武装親衛隊へ入隊したジェラール・ド・ベッケルはアルザスのゼンハイム親衛隊訓練施設（SS-Ausbildungslager Sennheim）で他のフランス人義勇兵と共に訓練を受けた。基礎訓練を終えた後、他のフランス人義勇兵が編成中のフランス人旅団（Sturmbrigade：後の第8フランスSS義勇突撃旅団）に所属する中、ド・ベッケルは戦時報道員（Kriegsberichter）になることを選び、武装親衛隊の宣伝部隊「SS連隊クルト・エッガース」（SS-Standarte Kurt Eggers）に所属した。
1944年6月6日、連合軍がフランス北西部のノルマンディー海岸に上陸した（ノルマンディー上陸作戦）。この知らせを受けたド・ベッケルは最前線の戦況を取材するため、現地で連合軍部隊と交戦している第12SS装甲師団「ヒトラーユーゲント」（12. SS-Panzer-Division „Hitlerjugend“）に一時的に所属した。なお、この期間中にド・ベッケルがカナダ陸軍第3歩兵師団（3rd Canadian Infantry Division）の捕虜（おそらくフランス系カナダ人）に聞き取り調査をしている様子を撮影した写真が残されている。
その後の1944年6月末から7月の間、ド・ベッケルは伍長（Unterscharführer）に昇進した。

### 1944年8月1日　最期
1944年8月1日、ジェラール・ド・ベッケルはノルマンディー地方でマキ系の武装勢力「FTP」（フランス共産党を奉じるレジスタンス組織）に捕まり、即刻射殺された。

## キャリア

### 党員・隊員番号
- ナチス党員番号（NSDAP-Nr.）：無し
- 親衛隊隊員番号（SS-Nr.）：無し（ 戦前のフランスのジャーナリスト。フランス人義勇兵として1942年から1943年秋までドイツ陸軍反共フランス義勇軍団（LVF）に所属し、1943年末に武装親衛隊へ入隊）

### 階級

#### ドイツ陸軍（反共フランス義勇軍団）
- 1942年4月 - 1943年9月　ゾンダーフューラー（Sonderführer (Z)）[1]

#### 武装親衛隊
- SS義勇戦時報道員（SS-Frw. Kriegsberichter）[1]（SS-Kriegsberichter ＝ 宣伝部隊所属のSS一等兵、SS二等兵の呼称[注 4]）
- 1944年6月末 - 7月　SS義勇伍長（SS-Frw. Unterscharführer）[2]

### 勲章
不明

## その他
- ノルマンディー戦線でカナダ兵捕虜に聞き取り調査をしている様子を撮影した写真の中で、ド・ベッケルは武装親衛隊の制服の右腕に（武装親衛隊仕様のフランス国旗の盾章ではなく）ドイツ陸軍反共フランス義勇軍団（LVF）で用いられていたフランス国旗の盾章を着用している[4][5][6]。

## 文献

### 英語
- John R. Angolia « Cloth Insignia of the SS » Bender Publishing, 1983.(2nd printing) ISBN 0912138289

### ドイツ語
- Hans Werner Neulen　« An deutscher Seite: Internationale Freiwillige von Wehrmacht und Waffen-SS » München, deutschland: Universitas Verlag, 1985. ISBN 3-8004-1069-9
- Heinz Ertel / Richard Schulze-Kossens « Europäisch Freiwillige im Bild » Coburg, Deutschland: NATION EUROPA VERLAG, 2000. ISBN 3-920-677-23-4

### フランス語
- Grégory Bouysse « Waffen-SS Français volume 2 » lulu, 2011. ISBN 978-1-4709-2911-4
- Grégory Bouysse « Légion des Volontaires Français, Bezen Perrot & Brigade  Nord-Africaine » lulu, 2012.

### 英語
Axis History Forum

- Axis History ‹ Foreign Volunteers & Collaboration - Canadians in the Waffen-SS
- Axis History ‹ Foreign Volunteers & Collaboration - French Waffen ss on the West Front ?
- Axis History ‹ Foreign Volunteers & Collaboration - french waffen ss volunteers western front